# Trachylepis chimbana
Trachylepis chimbana este o specie de șopârle din genul Trachylepis, familia Scincidae, descrisă de Boulenger 1887. Conform Catalogue of Life specia Trachylepis chimbana nu are subspecii cunoscute.